# Знищення бізонів у США

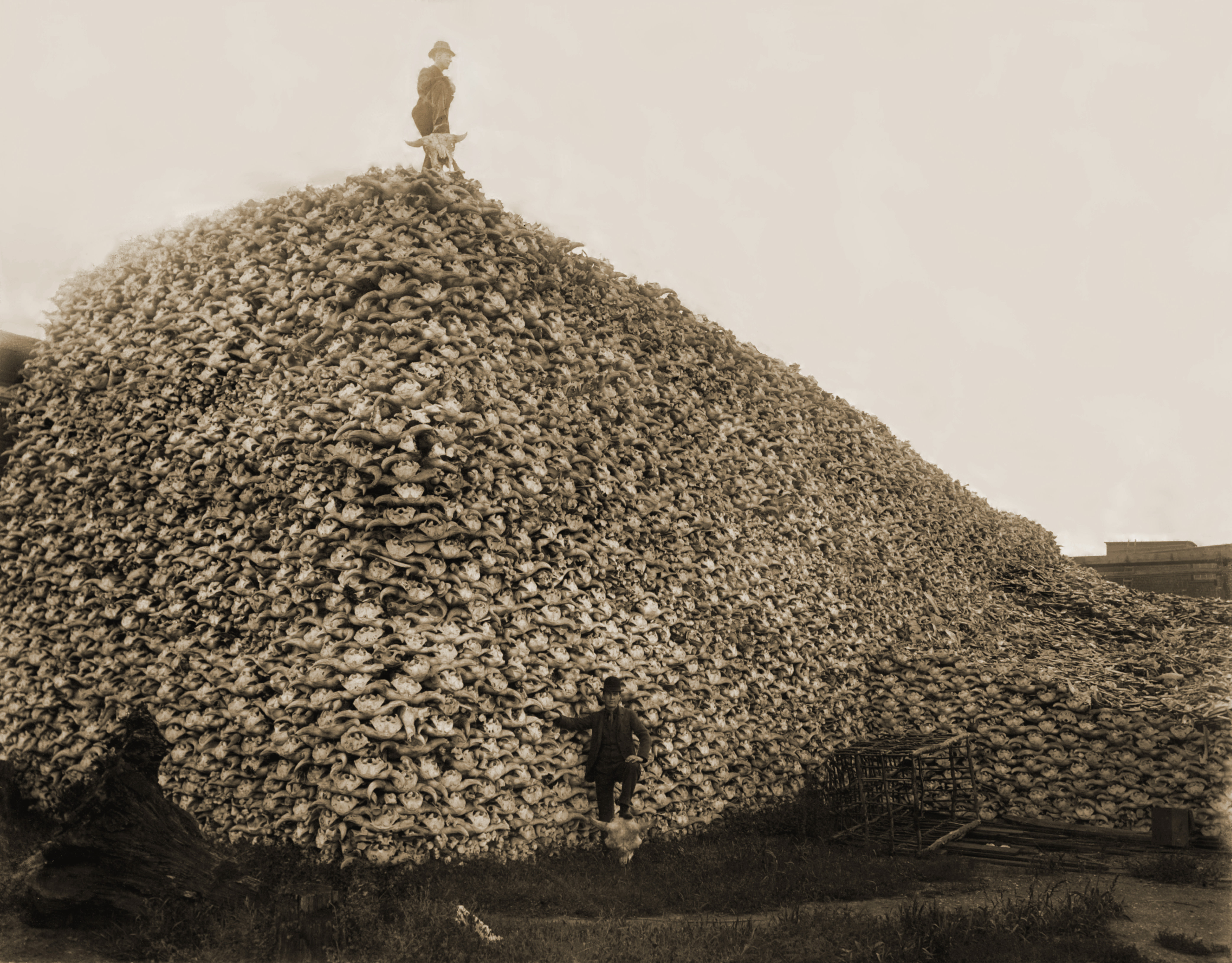
Піраміда з бізонових черепів, 1870-і роки.

Знищення бізонів у США — масове винищення бізонів з 1830-х років, санкційоване владою США, яке мала мету підірвати економічний устрій життя індіанських племен та приректи їх на голод. Індіанці традиційно полювали на бізонів тільки для задоволення своїх життєвих потреб: для їжі, а також виготовлення одягу, житла, знарядь і начиння.
Американський генерал Філіп Шерідан писав: «Мисливці за бізонами зробили за останні два роки більше для вирішення гострої проблеми індіанців, ніж вся регулярна армія за останні 30 років. Вони знищують матеріальну базу індіанців. Надішліть їм порох і свинець, коли завгодно, і дозвольте їм вбивати, білувати шкіри і продавати їх, поки вони не знищать всіх бізонів !». Шерідан в конгресі США пропонував заснувати спеціальну медаль для мисливців, підкреслюючи важливість винищення бізонів. Полковник Річард Додж (Richard Irving Dodge) говорив: «Смерть кожного бізона — це зникнення індіанців».
Внаслідок хижацького винищення чисельність бізонів до початку XX століття знизилася з декількох десятків мільйонів до декількох сотень. Французький біолог Жан Дорст (Jean Dorst) відзначав, що спочатку загальна чисельність бізонів становила приблизно 75 мільйонів, але вже в 1880—1885 роках в оповіданнях мисливців Півночі США говорилося про полювання на «останнього» бізона. У період 1870 по 1875 рік щорічно вбивали приблизно 2,5 мільйона бізонів. Історик Ендрю Айзенберг писав про зниження чисельності бізонів з 30 мільйонів в 1800 році до менше тисячі до кінця століття.
Бізонів також вбивали заради розваги: американські залізничні компанії в рекламі приваблювали пасажирів можливістю стріляти в бізонів з вікна вагонів. У 1887 році англійський натураліст Вільям Гриб, який проїхав по преріях, зазначив: «Всюди виднілися бізонові стежки, а живих бізонів не було. Лише черепа і кістки цих благородних тварин біліли на сонці». Зими 1880—1887 років стали голодними для індіанських племен, серед них була висока смертність.
Велику популярність здобув найнятий адміністрацією залізниці «Канзас Пасифік рейлуейз» мисливець Баффало Білл, який вбив кілька тисяч бізонів. Згодом з голодуючих індіанців він відібрав кілька десятків людей і влаштовував «спектаклі»: індіанці перед глядачами розігрували сцени нападу на поселенців, кричали і т. ін., потім сам Буффало Білл «рятував» колоністів.